# Манфред Бокенфельд
Манфред Бокенфельд (нім. Manfred Bockenfeld, нар. 23 липня 1960, Зюдлон) — німецький футболіст, що грав на позиції захисника. По завершенні ігрової кар'єри — тренер.
Виступав, зокрема, за клуби «Фортуна» (Дюссельдорф) та «Вердер», а також національну збірну Німеччини.
Чемпіон Німеччини. Дворазовий володар Кубка Німеччини. Дворазовий володар Суперкубка Німеччини. Володар Кубка Кубків УЄФА.

## Клубна кар'єра
У дорослому футболі дебютував 1978 року виступами за команду клубу «Бохольт», яка на той час балансувала між Другою Бундеслігою і третім дивізіоном німецького футболу. Відіграв за цю команду три сезони.
Своєю грою привернув увагу представників тренерського штабу клубу «Фортуна» (Дюссельдорф), до складу якого приєднався 1981 року. Відіграв за клуб з Дюссельдорфа наступні шість сезонів своєї ігрової кар'єри. Більшість часу, проведеного у складі дюссельдорфської «Фортуни», був основним гравцем захисту команди.
Протягом 1987—1989 років захищав кольори команди клубу «Вальдгоф».
1989 року уклав контракт з клубом «Вердер», у складі якого провів наступні п'ять років своєї кар'єри гравця.  За цей час виборов титул чемпіона Німеччини, ставав володарем Кубка Німеччини (двічі), володарем Суперкубка Німеччини (теж двічі). Також став володарем Кубка Кубків УЄФА у розіграші сезону 1991/92, зокрема повністю відігравши фінальний матч проти «Монако», виграний його командою з рахунком 2:0.
Завершив професійну ігрову кар'єру у клубі «Бохольт», у складі якого свого часу робив перші кроки у футболі. Прийшов до команди 1994 року, захищав її кольори до припинення виступів на професійному рівні у 1997. 1996 року поєднував виступи на полі з роботою головним тренером цієї команди.

## Виступи за збірну
1984 року провів свій єдиний офіційний матч у складі національної збірної ФРН. Того ж року у складі олімпійської збірної ФРН брав участь у футбольному турнірі Олімпіади-1984, на якому німці припинили боротьбу на стадії чвертьфіналів.
| Дата       | Місто | Господарі | Результат | Гості | Турнір           | Голи | Примітки |
| ---------- | ----- | --------- | --------- | ----- | ---------------- | ---- | -------- |
| 15/02/1984 | Варна | Болгарія  | 2 – 3     | ФРН   | товариський матч | -    |          |
| Усього     |       | Матчів    | 1         |       | Голів            | 0    |          |

## Титули і досягнення
- Чемпіон Німеччини (1):

«Вердер»:  1992-1993
- Володар Кубка Німеччини (2):

«Вердер»:  1990-1991, 1993-1994
- Володар Суперкубка Німеччини (2):

«Вердер»:  1993, 1994
- Володар Кубка Кубків УЄФА (1):

«Вердер»:  1991-1992